# Adam Jícha
Adam Jícha, spíše známý pod přezdívkou Roth Wellden (* 8. července 1996 Plzeň), je český youtuber, streamer a grafický designér.

## Život a kariéra
Narodil se v roce 1996 v Plzni. Několik let žil v Kaznějově. Po absolvování základní školy v Kaznějově studoval v Plzni Střední odbornou školu obchodu, užitého umění a designu, kterou ale ve čtvrtém ročníku opustil. V minulosti se také věnoval 3D grafice. V roce 2015 dostal v souvislosti se svou činností ocenění od společnosti Adobe.[ve zdroji nenalezeno]
Má jednu sestru a dva bratry. Se svou přítelkyní žije v Plzni.

### Působení na sociálních sítích
Videa natáčel již od dětství. Na server YouTube začal natáčet v roce 2007, přičemž natáčel převážně let's playe. Kanál, na kterém působí dodnes, založil v květnu 2011. Dříve však byl tento kanál zamýšlen pouze pro vlogy, ale původní kanál mu byl totiž ukraden, proto přesunul veškerou svou tvorbu tam. V roce 2012 natočil krátkometrážní film s titulem Napaden. V roce 2013 dosáhl jeho YouTube kanál hranice 50 tisíc odběratelů.
Na platformě natáčí videa týkající se aktualit na sociálních sítích, nových technologií a videoher. V minulosti natočil video z erotické videohry na platformu Pornhub. Vlastní také kanály RTHWLDN+, na kterém hraje videohry, neaktivní kanál Roth Wellden 2 (původně ExamplePlays), grafický kanál RTHWLDN Art a také kanál krypl, na kterém natáčí videa v angličtině. V roce 2018 a opět v roce 2020 si nechal do ruky implantovat NFC čip.
V dubnu 2019 začal vydávat vlastní podcast zaměřený na novinky v technologiích s titulem Nerdcast, později jej přejmenoval na Rothcast. Poslední epizodu zveřejnil v červnu 2021. V roce 2022 zveřejňoval na platformě Stream.cz pořad Děsivý Internet, v roce 2023 na něj navázal podcastem Temný internet. V dubnu 2024 začal vydávat sérii videí zvanou ROTHub, která pokrývá aktuální novinky ze světa technologií, videoher a sociálních sítí –⁠⁠⁠⁠⁠⁠ tedy obsah, na který se Jícha dlouhodobě zaměřuje. V průběhu let opakovaně zveřejňoval videa, ve kterých prozkoumával Dark web. V červenci 2024 zveřejnil kompilaci těchto videí s titulem DARK WEB: THE MOVIE. Obsah tvorby na svém YouTube kanále v průběhu času opakovaně měnil. V roce 2016 jej časopis Forbes zařadil mezi 77 nejvlivnějších Čechů na sociálních sítích.
Příležitostně také vysílá živé přenosy na platformě Twitch, na kterých převážně hraje videohry. Na platformě Steam jich vlastní asi 1,5 tisíce.

#### Ukradení YouTube kanálu
V prosinci 2019 Jíchovi ukradl ruský hacker jeho hlavní kanál Roth Wellden, na kterém měl v té době přes 300 tisíc odběratelů. Uživatel, který kanál odcizil, nastavil všechna Jíchova videa jako soukromá a začal na kanále vysílat živý přenos, který kanál vydával za oficiální kanál kryptoměnové burzy Binance a nabádal diváky k zasílání peněz ve formě kryptoměn za účelem budoucího zisku. Celé vysílání nicméně bylo podvodné. Odcizen mu byl zároveň také jeho občanský průkaz, který měl nahraný v digitalizované formě ve svém počítači, neboť k ukradení kanálu došlo poté, co si do počítače stáhnul škodlivý software. K jeho stažení došlo tak, že mu přišla nabídka spolupráce s videoherní společností. Jednalo se nicméně o podvod a po stažení programu došlo k napadení Jíchova počítače a odcizení množství dat. Účet mu byl o několik dní později navrácen.

#### Rozhovor na TV Nova
Dne 7. března 2013 se objevil ve vysílání TV Nova, když hovořil na téma násilí v počítačových videohrách poté, co při autonehodě zemřel youtuber a streamer M4rty09. Jícha nicméně po rozhovoru uvedl, že se původně domníval, že půjde o mnohem delší rozhovor, ve kterém navíc bude o tématu diskutovat s jeho kamarádem a že televize v reportáži lhala.